# Panettiere
Il panettiere è il commerciante che si occupa della vendita di pane ed altri prodotti da forno (focaccia, grissini, pizza ed eventualmente pasticceria) in un esercizio chiamato panetteria.

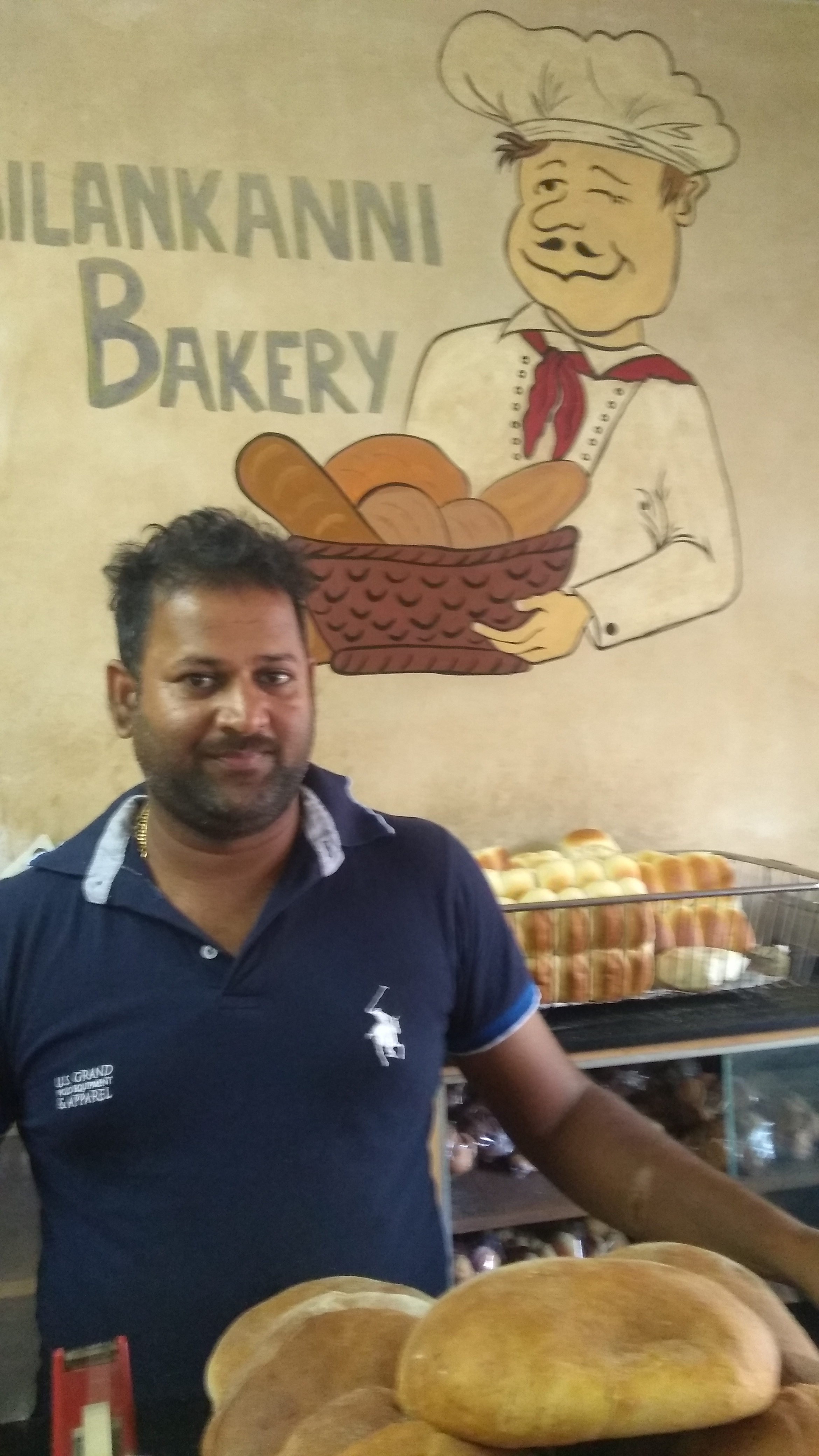
Un panettiere nel suo negozio

Se si occupa anche della produzione di pane viene detto panificatore.

## La figura del panettiere in Italia

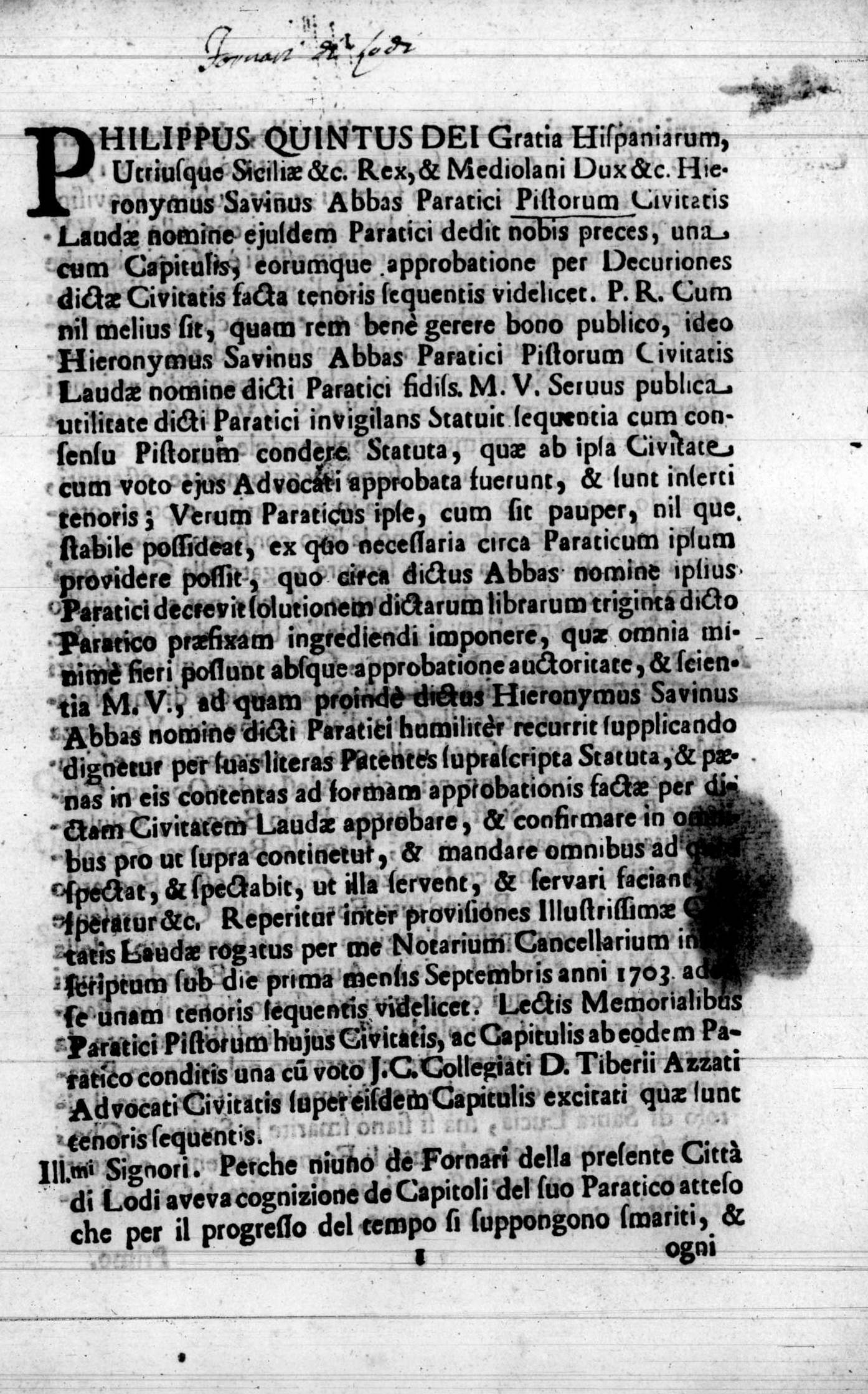
Statuto del paratico dei fornai di Lodi

Secondo la Legge n. 248 del 4 agosto 2006 in materia di "Conversione in legge, con modificazioni, del decreto-legge 4 luglio 2006, n. 223, recante disposizioni urgenti per il rilancio economico e sociale, per il contenimento e la razionalizzazione della spesa pubblica, nonché interventi in materia di entrate e di contrasto all'evasione fiscale" (decreto Bersani), la denominazione di "panificio" è «da riservare alle imprese che svolgono l'intero ciclo di produzione del pane, dalla lavorazione delle materie prime alla cottura finale» (art. 4, comma 2-ter, lettera a). Tradizionalmente il santo patrono dei panettieri è sant'Autberto di Cambrai.

## Storia

### Storia antica
Poiché i cereali sono stati un alimento base per millenni, l'attività della panificazione è molto antica. Il controllo del lievito, tuttavia, è relativamente recente. Nel V e VI secolo, gli antichi greci usavano forni chiusi riscaldati da fuochi provenienti dalla legna; le comunità di solito cuocevano il pane in un grande forno comune. I greci cuocevano dozzine e forse centinaia di tipi di pane; Ateneo di Naucrati descrisse settantadue varietà.
Nell'antica Roma, diversi secoli dopo, avvenne la prima produzione in serie di pani e "si può dire che la professione di fornaio iniziò in quel momento". Gli antichi fornai romani usavano miele e olio nei loro prodotti, creando dolci piuttosto che pane. Nell'antica Roma, i fornai (in latino pistor) erano a volte schiavi, che venivano a volte manomessi. Le famiglie numerose a Roma avevano normalmente i propri fornai. A quei tempi, la maggior parte della gente si faceva il pane in casa, ma i panifici (pistrina) erano diffusi in tutta la città.
I Galli hanno il merito di aver scoperto che l'aggiunta di schiuma di birra all'impasto del pane rendeva il pane ben lievitato, segnando l'uso di lievito controllato per l'impasto del pane.

### Europa medievale
Nell'Europa medievale, i forni da forno erano spesso separati da altri edifici (e talvolta situati fuori dalle mura cittadine) per mitigare il rischio di incendio. Poiché il pane era un alimento base importante, i fattori di produzione dei fornai (come la resa dei bulloni, gli ingredienti e le dimensioni della pagnotta) erano fortemente regolamentati. Ad esempio, Enrico III d'Inghilterra promulgò l'Assise del Pane e della Birra nel 1267, sottoponendo tutti i panettieri e birrai commerciali a varie tasse per esercitare il loro commercio e imponendo vari regolamenti, come l'ispezione e la verifica di pesi e misure, controllo di qualità e controllo dei prezzi. Subito dopo l'entrata in vigore dell'Assise, "la panificazione divenne un'industria molto stabile e fu eseguita in modo molto più professionale della produzione di birra, con il risultato che città e villaggi avevano meno fornai che birrai". Poiché i forni erano costosi investimenti di capitale e richiedevano un attento funzionamento, furono aperti panifici specializzati.
I fornai facevano spesso parte del sistema corporativo, che era ben consolidato nel XVI secolo: i maestri fornai istruivano gli apprendisti e venivano assistiti da garzoni. Ad Amsterdam nel 1694, ad esempio, i fornai di torte, pasticcieri e panettieri di fette biscottate si separarono da una precedente corporazione dei panettieri e formarono la propria corporazione, regolando il commercio. Una confraternita di fornai a Londra esisteva già nel 1155, secondo i registri dei pagamenti allo scacchiere dell'erario; la Venerabile Compagnia dei Fornai è stata costituita con statuti datati 1486, 1569 e 1685. La corporazione esiste ancora oggi, con funzioni prevalentemente cerimoniali e caritatevoli.
Un gruppo di fornai è chiamato "tabernacolo".

### Dinastia Ming Cina
Nella dinastia Ming in Cina, i fornai erano divisi in diversi status sociali a seconda dei loro clienti. I fornai erano tra le migliaia di servitori che prestavano servizio nel Palazzo Ming, inclusi cuochi reclutati, eunuchi imperiali e serve addestrate (Shangshiju). I fornai spesso si univano all'occupazione attraverso l'apprendistato, o essendo nati in una famiglia di fornai.
Oltre all'aspetto secolare della cottura al forno, i fornai Ming erano anche responsabili della fornitura di dolci da utilizzare in vari rituali, feste e cerimonie, come lo zongzi. In "Shi Fu incontra un amico a Tanque" (tratta da Storie per risvegliare il mondo (醒世恆言; Xingshi Hengyan), un'antologia di racconti cinesi compilata da Feng Menglong e pubblicata nel 1627, composta da 40 racconti in volgare) sono stati forniti dei panini per la cerimonia di costruzione.
All'interno delle panetterie, la gerarchia patriarcale tradizionale era controllata. Per il panificio di famiglia, la figura maschile più anziana (solitamente il padre) era nella posizione più alta della gerarchia. Ad esempio, nella storia di Feng Menglong, quando il signor Bo andò a cercare l'argento perduto della famiglia, a sua moglie fu ordinato di occuparsi della panetteria.
La narrativa e l'arte di Ming registrano esempi di vari fornai; ad esempio, nella storia di Feng Menglong, la coppia Bo possiede una panetteria per vendere le torte e gli snack mentre in Water Margin, il personaggio Wu Dalang non ha un negozio fisso e vende frittelle sull'asta della spalla lungo la strada. Il lavoro del pittore dell'era Ming Qiu Ying Lungo il fiume Durante il Festival di Qingming mostra negozi di alimentari lungo la strada e venditori ambulanti che vendono cibo lungo le strade.
L'opera Ming Dai Tong Su Ri Yong Lei Shu, che registra le tecniche e gli oggetti necessari nella vita quotidiana dei Ming, dedica un intero capitolo alle abilità culinarie, compresa la preparazione di frittelle e altri tipi di torte.
L'opera The Plum in the Golden Vase menziona baozi (un panino ripieno cotto al vapore).

### Scambio colombiano
Lo scambio colombiano, iniziato nel 1492, ebbe una profonda influenza sull'occupazione della panificazione. L'accesso allo zucchero è notevolmente aumentato a seguito della nuova coltivazione nei Caraibi e ingredienti come il cacao e il cioccolato sono diventati disponibili nel Vecchio Mondo. Nel diciottesimo secolo, i trasformatori impararono a raffinare lo zucchero dalle barbabietole da zucchero, permettendo agli europei di coltivare lo zucchero localmente. Questi sviluppi hanno portato ad un aumento della raffinatezza della cottura al forno e dei pasticcini e allo sviluppo di nuovi prodotti come la pasta sfoglia e la pasta danese.

### Dal XVIII secolo ad oggi
Due importanti libri sulla cottura del pane furono pubblicati negli anni '70 del Settecento: Paul-Jacques Malaouin pubblicò L'art du meinier, du boulanger et du vermicellier (L'arte del mugnaio, del panettiere e del pastaio) nel 1762, e Antoine-Augustin Parmentier pubblicò Le parfair boulanger (The Perfect Bread-Baker) nel 1778.
Uno studio della città inglese di Manchester dal 1824 al 1885, durante la rivoluzione industriale, ha determinato che "fornaio e negoziante" era la terza occupazione più comune, con 178 fornai maschi, 19 fornai donne e 8 fornai di sesso sconosciuto nel città in quel momento. Questa occupazione era meno comune del produttore di stoffe e del lavoratore di taverne/case pubbliche, ma più comune del filatore di cotone, commerciante, stampatore di calicò o droghiere.
Nel 1895, l'Assemblea dello Stato di New York approvò una "legge sui panifici" riformista che includeva protezioni per i lavoratori dei panifici; la legge "vietava ai dipendenti di dormire nei panifici; specificava il drenaggio, l'impianto idraulico e la manutenzione necessari per mantenere i panifici igienici (i gatti erano specificamente autorizzati a rimanere nei locali, presumibilmente per occuparsi dei topi), limitava il massimo giornaliero e settimanale di ore lavorate e ha istituito un ispettorato per assicurarsi che queste condizioni fossero soddisfatte." La legislazione fu presto replicata in altri stati. Joseph Lochner, proprietario di una panetteria a Utica, New York, è stato successivamente condannato per aver violato la legge per aver costretto i suoi dipendenti a lavorare più di sessanta ore settimanali. Ha fatto appello alla Corte Suprema degli Stati Uniti, che ha deciso, nel caso molto influente di Lochner v. New York (1905), su un dissenso del giudice Oliver Wendell Holmes, che il diritto del lavoro violava un diritto costituzionale alla "libertà di contratto". Questo caso segnò l'inizio di un'era "a favore del datore di lavoro, del laissez-faire", in seguito nota come l'era Lochner, che "avrebbe gettato una lunga ombra sulla legge, sulla società e sulla politica americana" fino alla fine Anni '30, quando Lochner fu ripudiato. Frustrati dal rapido deterioramento delle condizioni di lavoro, i lavoratori della panetteria a New York scioperarono nell'agosto 1905.

## Nella religione

### Cristianesimo
I primi panifici sorsero a Gerusalemme, dopo il contatto con gli Egiziani, dai quali gli Ebrei appresero migliori tecniche di lavorazione e ne ottennero la ricetta. Poco tempo dopo, in città esisteva già una famosa via dei fornai.
Il profeta Eliseo, poi Gesù, compì il miracolo della moltiplicazione dei pani.
Il pane è al centro dell'Eucaristia cristiana; è "pane sacramentale", "pane del canto" o "pane dell'angelo". Gesù si definisce "il pane della vita" (Gv 6,35). La "grazia" divina è chiamata "il pane dei forti" e la predicazione, l'insegnamento religioso, "il pane della parola di Dio". In ebraico Betlemme (luogo dove secondo la Bibbia nacque Gesù) significa "casa del pane".

### Santi patroni cattolici romani
Nella tradizione cattolica romana, il santo patrono dei fornai e pasticceri è Honoratus di Amiens (Honoré), un vescovo di Amiens del VI secolo nel nord della Francia da cui prende il nome la torta di St. Honoré. Lazzaro di Betania (Lazare) era originariamente un concorrente di Honoré per il titolo di santo patrono dei fornai, ma nel XVII secolo la corporazione dei fornai francesi si stabilì a favore di Honoré.

## Come cognome
Baker è un cognome inglese facilmente riconoscibile di origine professionale medievale; Baxster è la forma femminile. Cognomi equivalenti di origine professionale che significano "fornaio" esistono in altre lingue: Boulanger, Bulinger, Dufour e Fournier in francese, Bäcker in tedesco, Panadero o Molinero in spagnolo, e Piekarz in polacco.

## Doveri e rischi professionali
Secondo l'Occupational Outlook Handbook (OOH) pubblicato dal Bureau of Labor Statistics del Dipartimento del lavoro degli Stati Uniti:
I fornai in genere fanno quanto segue:
- Controllare la qualità degli ingredienti per la cottura
- Preparare l'attrezzatura per la cottura
- Misurare e pesare la farina e gli altri ingredienti
- Combinare gli ingredienti misurati in mixer o frullatori
- Impastare, arrotolare, tagliare e modellare la pasta
- Mettere l'impasto in padelle, in stampi o su teglie
- Impostare le temperature del forno
- Mettere gli oggetti nei forni o sulle griglie
- Osservare il colore e lo stato dei prodotti in cottura
- Applicare glasse o altri condimenti

I fornai producono vari tipi e quantità di pane, dolci e altri prodotti da forno venduti da droghieri, grossisti, ristoranti e servizi di ristorazione istituzionali. Alcuni fornai creano nuove ricette. 
I fornai incontrano una serie di rischi professionali. OOH riferisce che le panetterie, "soprattutto le grandi strutture produttive, sono piene di potenziali pericoli come forni caldi, impastatrici e tagliapasta. Di conseguenza, i fornai hanno un tasso di infortuni e malattie più elevato rispetto alla media nazionale. Sebbene il loro lavoro sia generalmente sicuri, i fornai possono sopportare sforzi alla schiena causati dal sollevamento o dallo spostamento di pesanti sacchi di farina o altri prodotti. Altri rischi comuni includono tagli, graffi e ustioni. Per ridurre questi rischi, i fornai spesso indossano supporti per la schiena, grembiuli e guanti.
L'asma del panettiere, comunemente causata dagli allergeni della farina e dagli enzimi microbici (spesso derivati dall'Aspergillus) utilizzati per facilitare la panificazione, è una delle cause più comuni di asma di origine lavorativa in tutto il mondo.

### Confronto con il pasticcere
Sia i fornai che i pasticceri producono dolci e pane. In alcuni ristoranti e negozi, un singolo individuo serve in entrambi i ruoli. In altri ambienti c'è una distinzione tra le due posizioni, con fornai che preparano pane, panini e muffin e pasticceri che preparano dolci, come torte, crostate e biscotti. Anche quando panettieri e pasticceri lavorano nello stesso locale, però, possono esserci delle sovrapposizioni.

## Attrezzatura
Una varietà di attrezzature viene utilizzata dai fornai, tra cui:
- Pala del fornaio - Una grande paletta piatta, di legno o di metallo, utilizzata per far scorrere le pagnotte dentro e fuori dal forno
- Mattarello - Uno strumento utilizzato per arrotolare e appiattire la pasta
- Paletta per farina - Uno strumento utilizzato per aggiungere, rimuovere o misurare la farina
- Pennello - Uno strumento utilizzato per rimuovere la farina in eccesso dall'impasto e per glassare
- Macinino per farina - Uno strumento utilizzato per macinare i cereali; può essere manuale o meccanico

## Statistiche sull'occupazione

### Stati Uniti
Secondo l'Occupational Outlook Handbook pubblicato dal Bureau of Labor Statistics del Dipartimento del lavoro degli Stati Uniti, nel 2014 c'erano 185.300 fornai negli Stati Uniti, con una paga media di 23.600 dollari all'anno o 11,35 dollari l'ora. Circa il 28% dei fornai statunitensi lavora in panetterie autonome o nella produzione di tortilla; il 26% lavora nei negozi di alimentari; il 15% lavora in ristoranti e altri luoghi di ristoro; e il 5% erano lavoratori autonomi. Circa il 30% dei fornai statunitensi ha lavorato part-time nel 2014.

## Galleria d'immagini

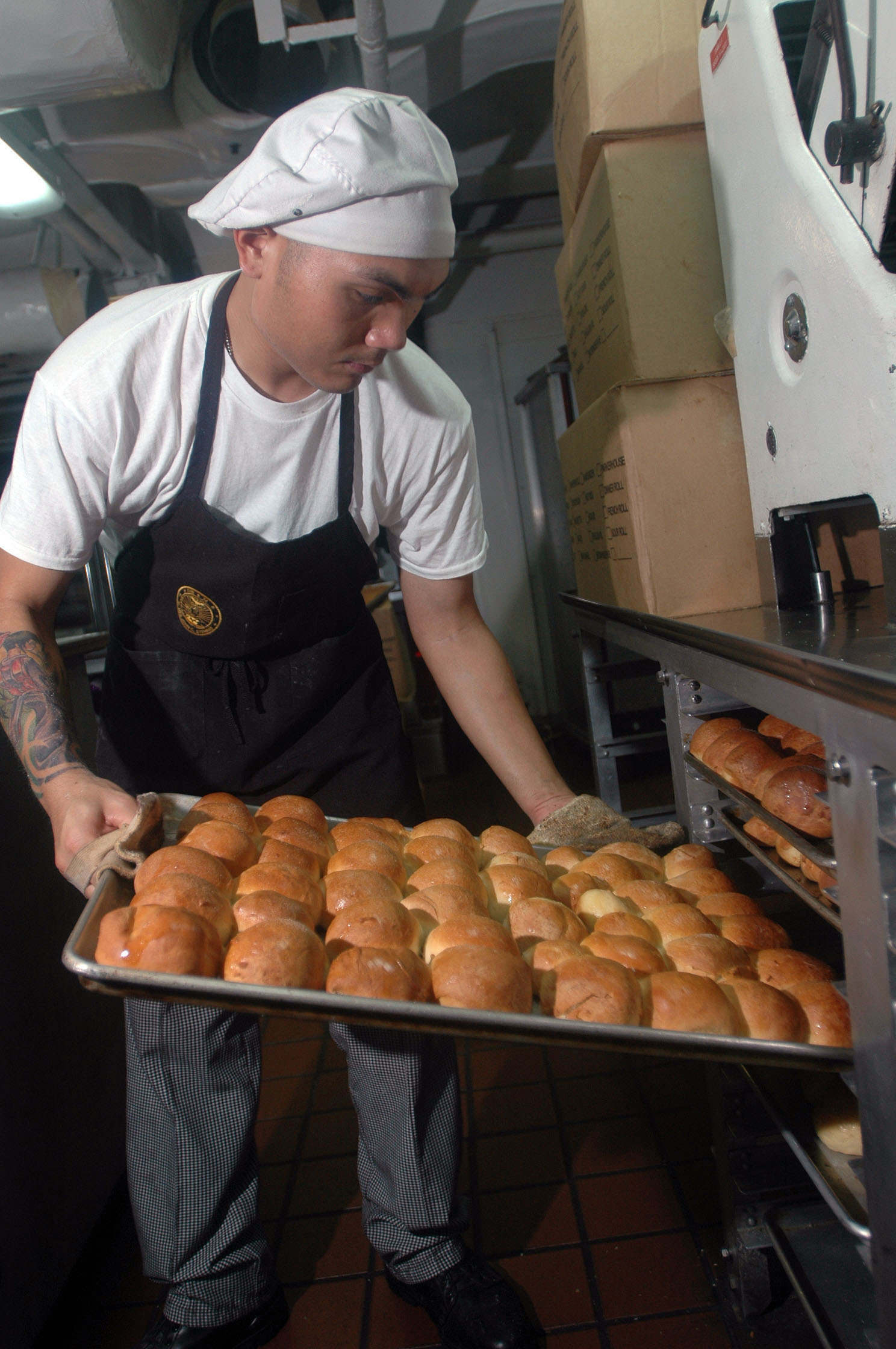
Il marinaio Mark Andaya prepara panini freschi per il pasto serale nella cucina di poppa della portaerei USS John C. Stennis il 7 novembre 2006. Andaya è uno specialista culinario della Marina degli Stati Uniti a bordo dello Stennis.
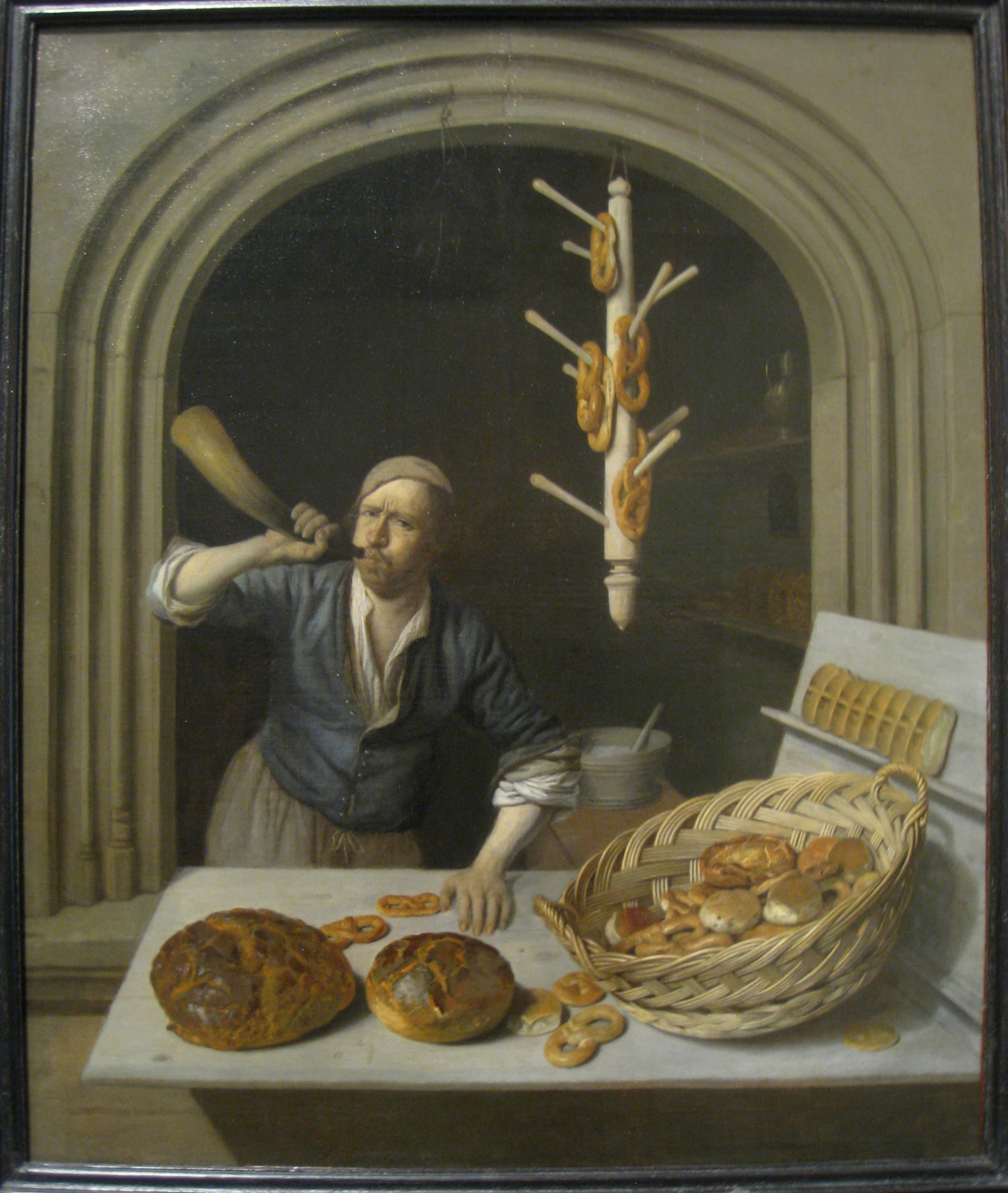
Il panettiere (1681 circa); dipinto olio su tela di Job Adriaensz Berckheyde (1630–1693).
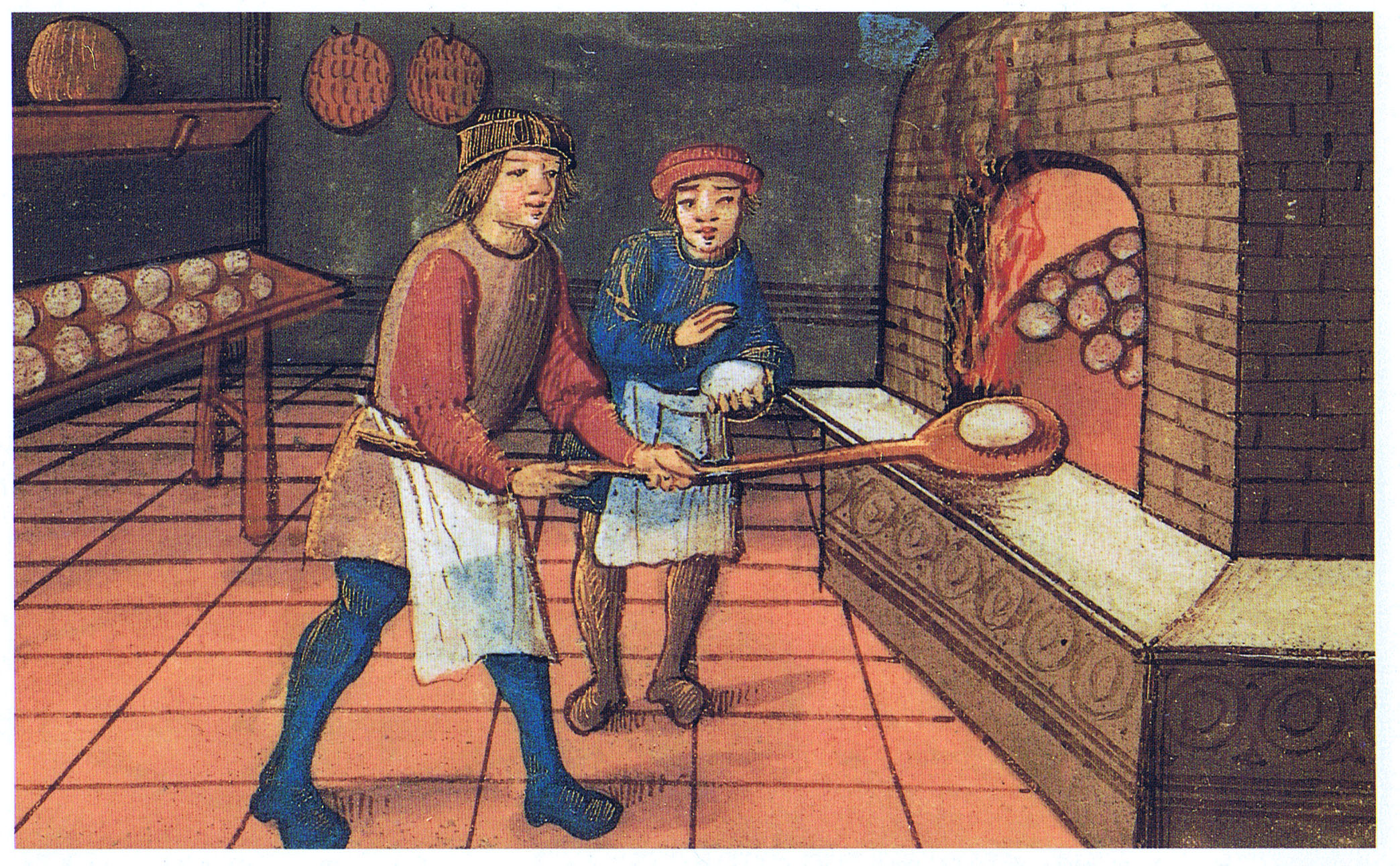
Un fornaio medievale e il suo apprendista.
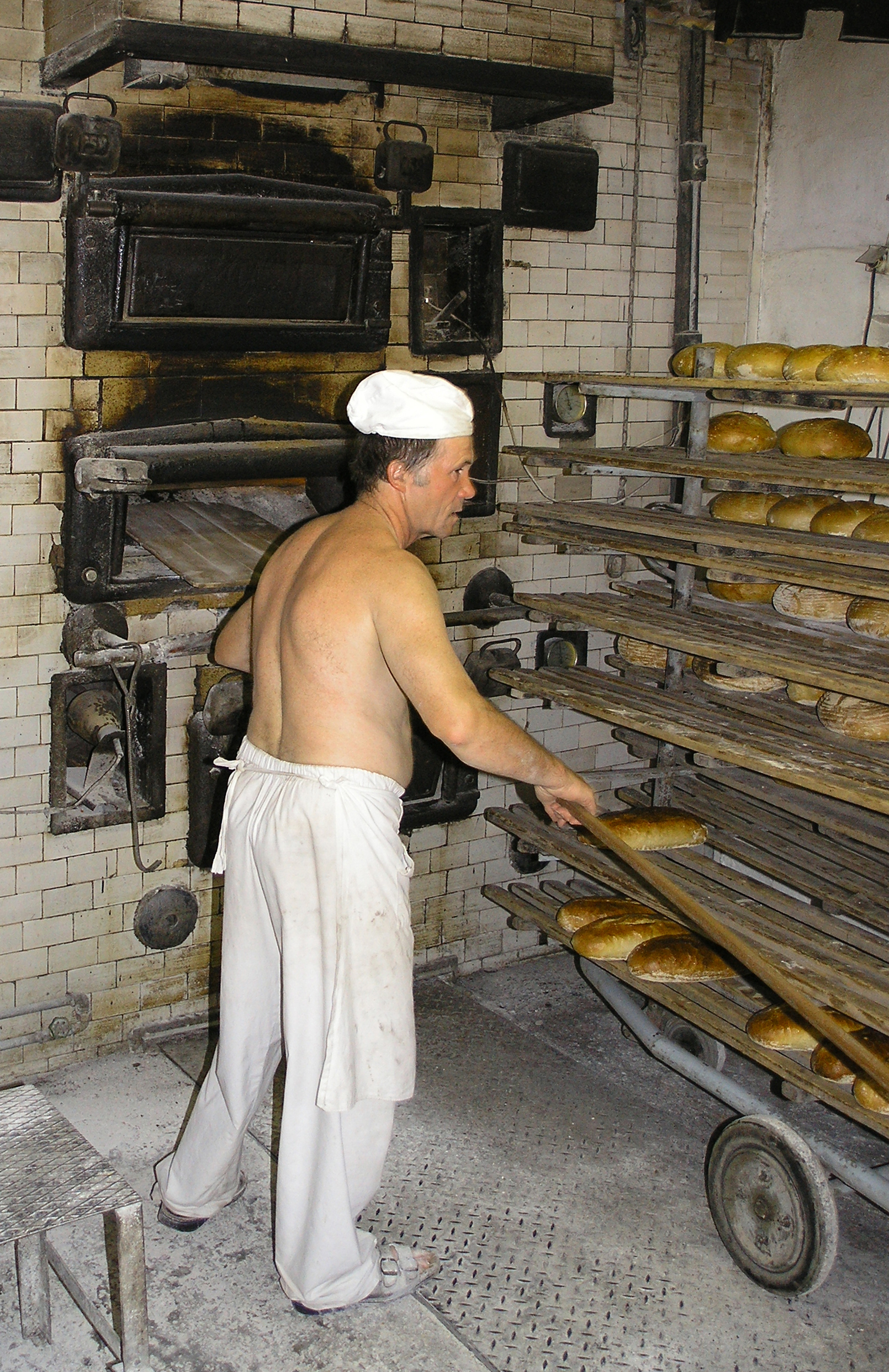
Un fornaio tradizionale in Polonia estrae dal forno il pane fresco con una lunga pala di legno e lo mette a raffreddare.
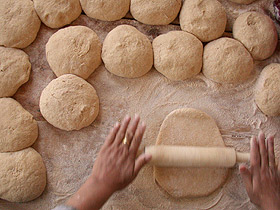
Un mattarello viene utilizzato per lavorare la pasta per fare pane e altro.
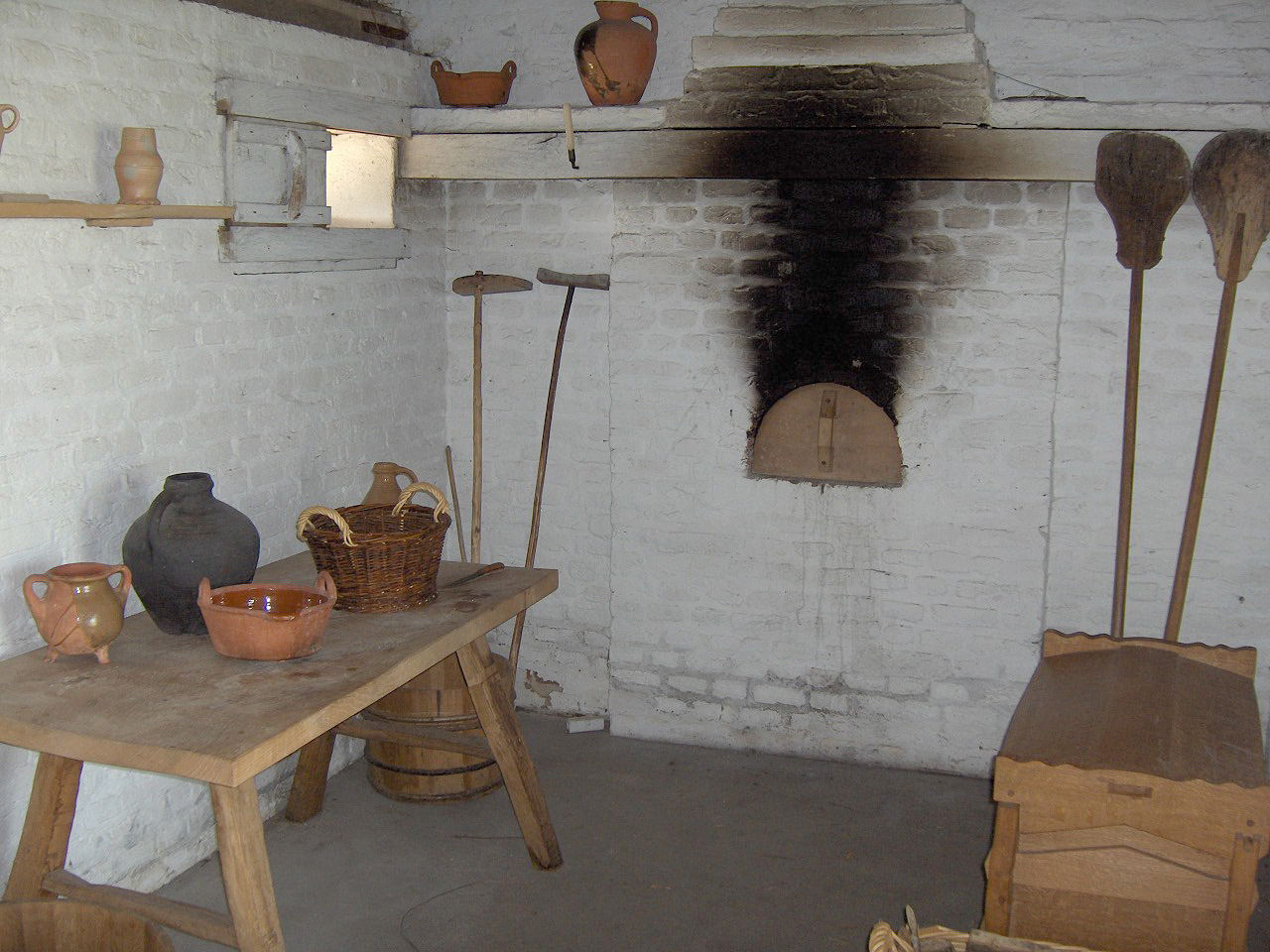
Una panetteria del 1465 circa.